# Arte helenístico

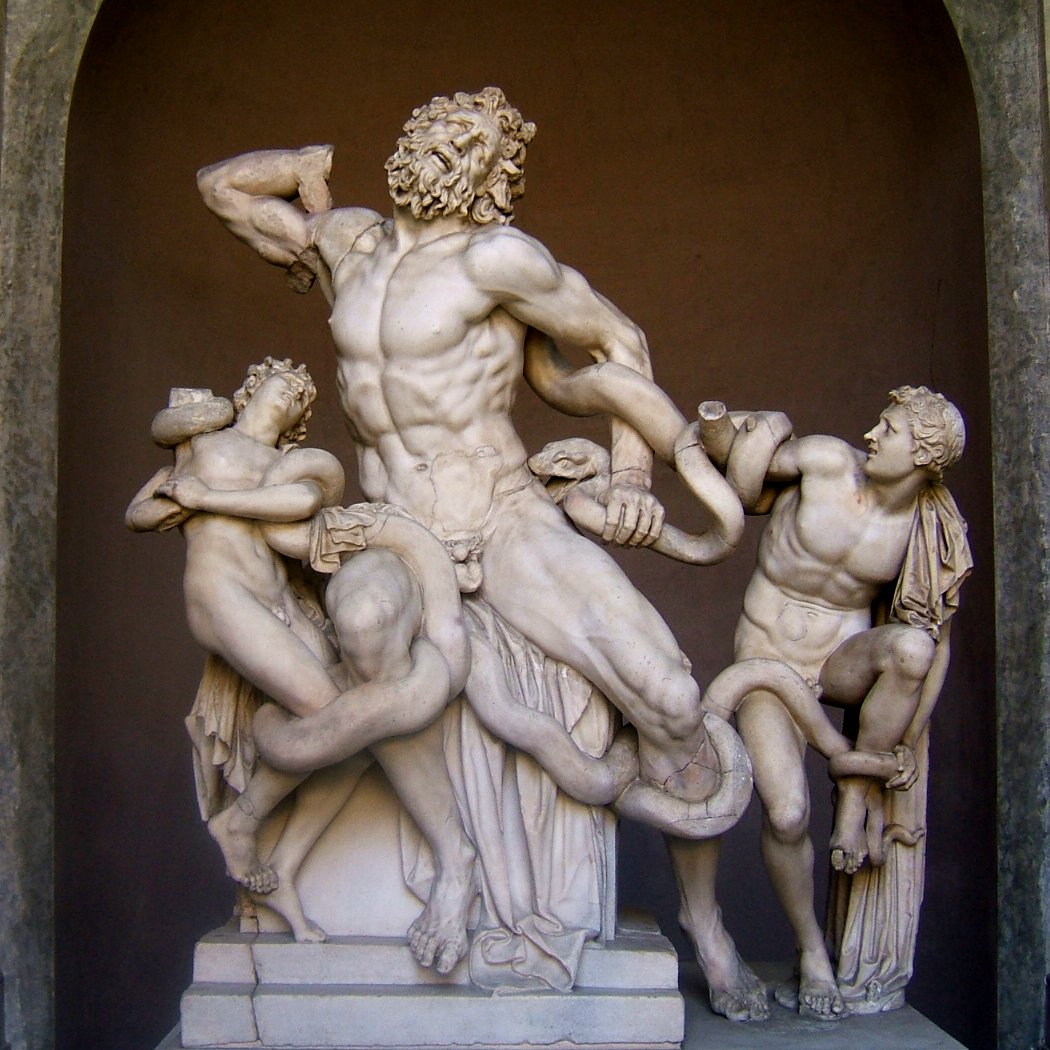
Laocoonte y sus hijos, o Museo Pio-Clementino (Vaticano).

El arte helenístico, denominación historiográfica con la que se etiqueta el arte del período helenístico (desde finales del siglo IV a. C. hasta la época imperial romana), ha sido víctima durante mucho tiempo del relativo desprecio con que la crítica de arte lo había considerado («Cessavit Deinde ars» -«y luego el arte desapareció»-, sentenció Plinio el Viejo -Naturalis historia, XXXIV, 52- tras describir la escultura griega de la época clásica). Sin embargo, muchas de las más importantes obras de arte griego pertenecen a este periodo (el Altar de Pérgamo, el Laocoonte y sus hijos, la Venus de Milo, la Victoria de Samotracia, etc.)
Un diferente enfoque estético, y descubrimientos recientes, como las tumbas de Vergina, han permitido una mejor comprensión de la riqueza artística de esta época.
Durante el periodo helenístico hubo una gran demanda en obras de arquitectura, escultura y pintura, debido en parte a la prosperidad económica de la época, a la competencia que los reyes tenían entre sí por su afán de embellecer sus ciudades, las antiguas y las recién fundadas y a la aparición de la clase social burguesa, muy numerosa, con grandes posibilidades económicas que les permitía rivalizar con los grandes señores. Los mejores clientes del arte fueron pues los reyes y los burgueses, quedando en segundo lugar la demanda oficial de tipo religioso. Otro fenómeno característico de estos tiempos fue el sentido de urbanización que proporcionó grandes solicitudes artísticas. El arte helenístico triunfó y se extendió por todo el universo helénico y aunque siguiendo distintas escuelas, existió siempre una creación común, algo parecido a lo que había ocurrido con la lengua koiné.

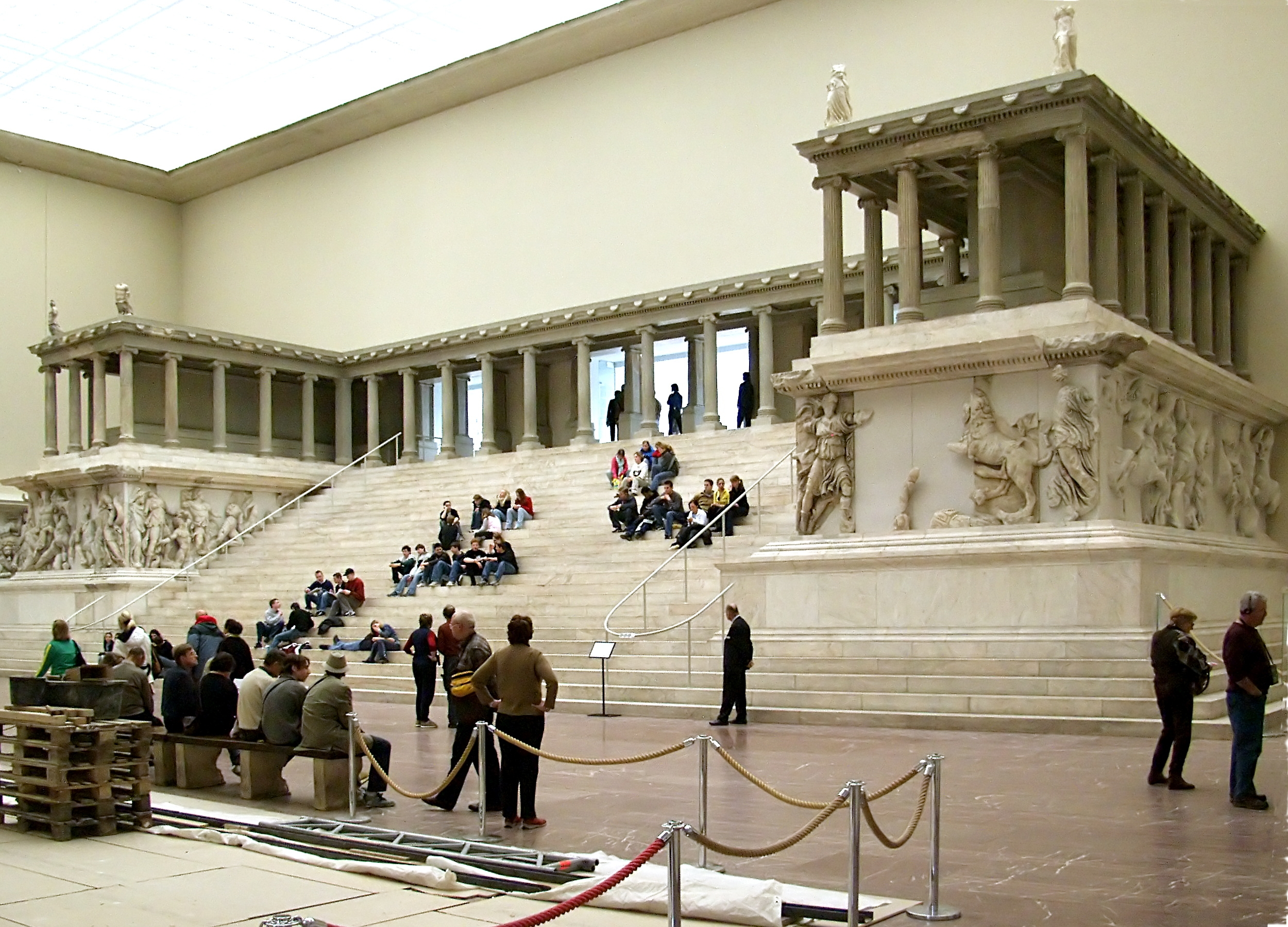
Altar de Pérgamo, Museo de Pérgamo (Berlín).

## Urbanismo y arquitectura

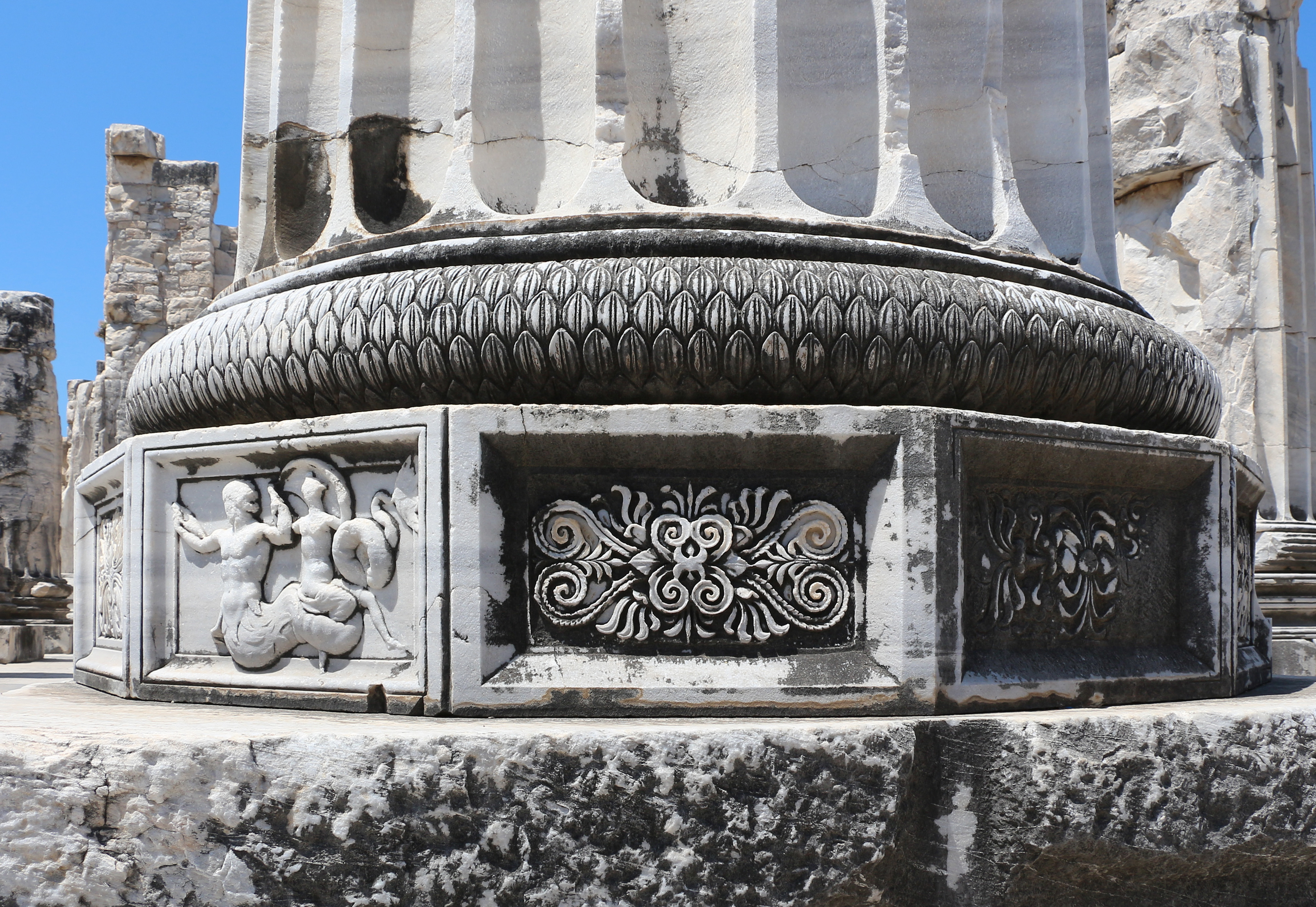
Basa de una columna en el Templo de Apolo en Dídima.

Característica del período helenístico es la división del imperio de Alejandro Magno en reinos personales fundados por los diádocos, generales del conquistador: lágidas en Egipto, seléucidas en Siria, atálidas en Pérgamo, etc. La emulación entre los distintos reinos helenísticos estimuló el desarrollo de enormes complejos urbanísticos, en grandes espacios, no limitados por las barreras físicas de la antigua Grecia, donde se pudieron crear nuevas ciudades (Alejandría, Antioquía, Pérgamo, Seleucia del Tigris, etc.) Este nuevo urbanismo, en lugar de actuar sobre el terreno y corregir sus deficiencias (plano hipodámico), se adapta a su naturaleza y realza sus cualidades. Se levantaron numerosos lugares de esparcimiento, como teatros y jardines públicos.
Pérgamo, en particular, es un ejemplo típico de urbanismo y arquitectura helenísticos. Desde una sencilla fortaleza situada en la acrópolis, varios reyes atálidas erigieron un colosal complejo arquitectónico. Los edificios se despliegan en abanico en torno a la Acrópolis teniendo en cuenta la naturaleza del terreno. El ágora, ubicada al sur, sobre la terraza inferior, está bordeada con galerías de columnas o stoai. Es el punto de partida de una calle que atraviesa toda la Acrópolis: separando, por una parte, los edificios administrativos, políticos y militares, al este y en la cumbre del peñasco; por el otro lado, los santuarios, al oeste a media altura. Entre estos últimos, el más importante es el que acoge el gran altar monumental, llamado de los «doce dioses» o «de los dioses y gigantes», que constituye una de las obras maestras de la escultura griega. Un gigantesco teatro, que pueden llegar a contener casi 10000 espectadores, tiene sus gradas en las laderas de la colina. 
Es la época del gigantismo: por ejemplo, el segundo templo de Apolo en Dídima (a unos veinte kilómetros de Mileto, en Jonia). Fue concebido a finales del siglo IV a. C. por Daphnis de Mileto y Paionios de Éfeso, pero los trabajos, nunca acabados, continuaron hasta el siglo II. El santuario es uno de los más grandes nunca construido en la zona mediterránea: en el interior de un gran patio, la cella está rodeada por una doble columnata de 108 columnas jónicas de casi 20 metros de altura, cuyas bases y capiteles están ricamente tallados.

## Escultura

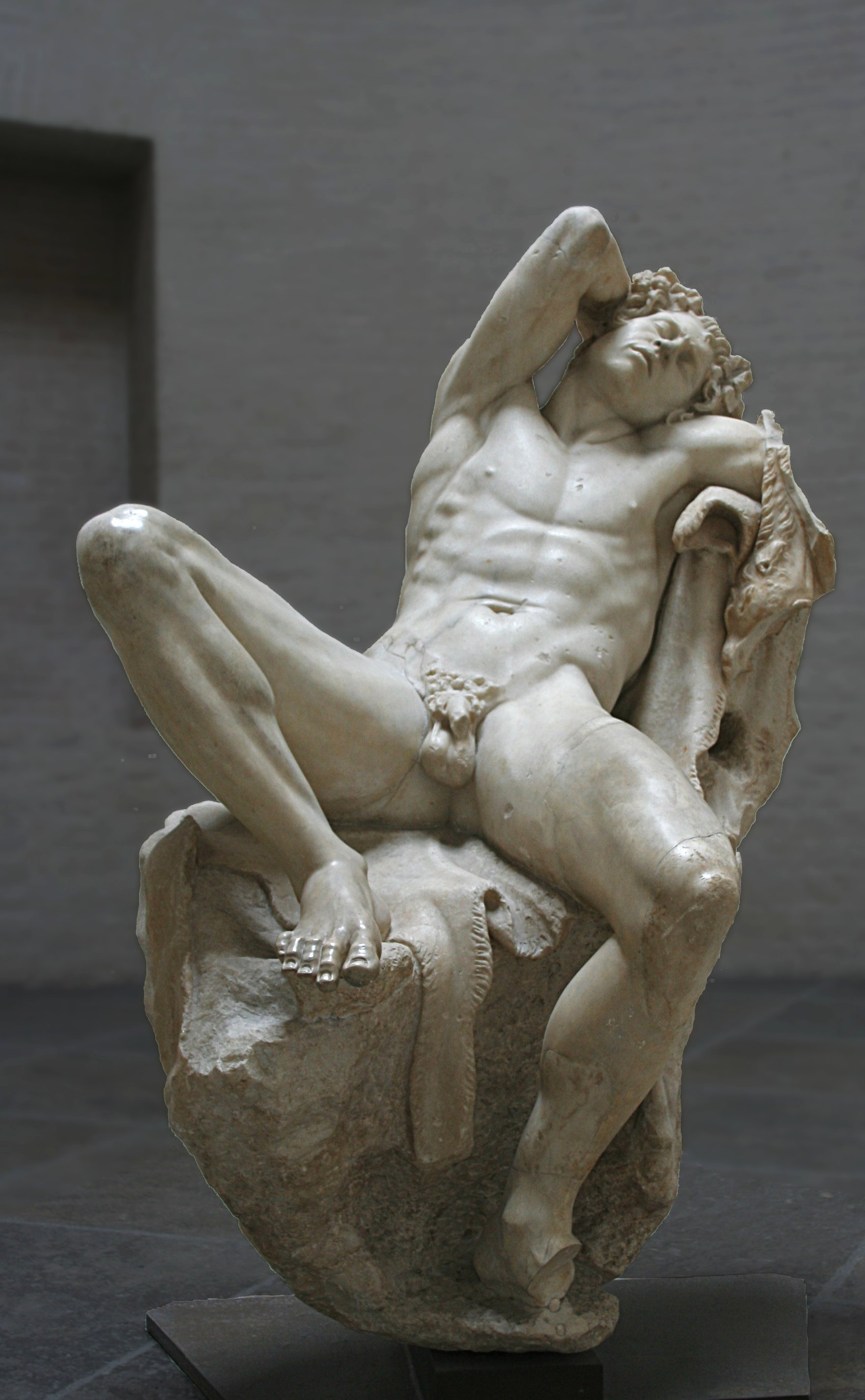
Fauno Barberini, copia en mármol de un original en bronce, ca. 200 a. C.-200 a. C., extensamente restaurada por Bernini en el. Gliptoteca de Múnich.

La escultura helenística incorpora innovaciones del segundo clasicismo: estudio de los ropajes, de la transparencia en los vestidos, la flexibilidad en las actitudes. Así, la Venus de Milo, aún siguiendo la tradición clásica, se distingue por la torsión de sus caderas. Se buscaba sobre todo la expresividad y la atmósfera. Esta búsqueda es especialmente evidente en los retratos: más que la exactitud de los rasgos representados, el artista quiere plasmar el carácter de su modelo. En las grandes estatuas, el artista explora temas como el dolor, el sueño o la vejez. Así, el Fauno Barberini  de la Gliptoteca de Múnich representa a un sátiro dormido, con la pose relajada y la cara ansiosa, tal vez víctima de las pesadillas. La Vieja ebria, también en Múnich, muestra de manera inequívoca una anciana, pobre, perturbada, apretando contra ella su jarra de vino. Laocoonte, atenazado por las serpientes, trata desesperadamente librarse de ellas, sin mirar siquiera a sus hijos, que van a morir. La representación de la infancia, otro extremo que se desvía de la idealización humana en la edad madura propia del clasicismo, tiene un buen ejemplo en El niño del ganso, de Boetos de Calcedonia.

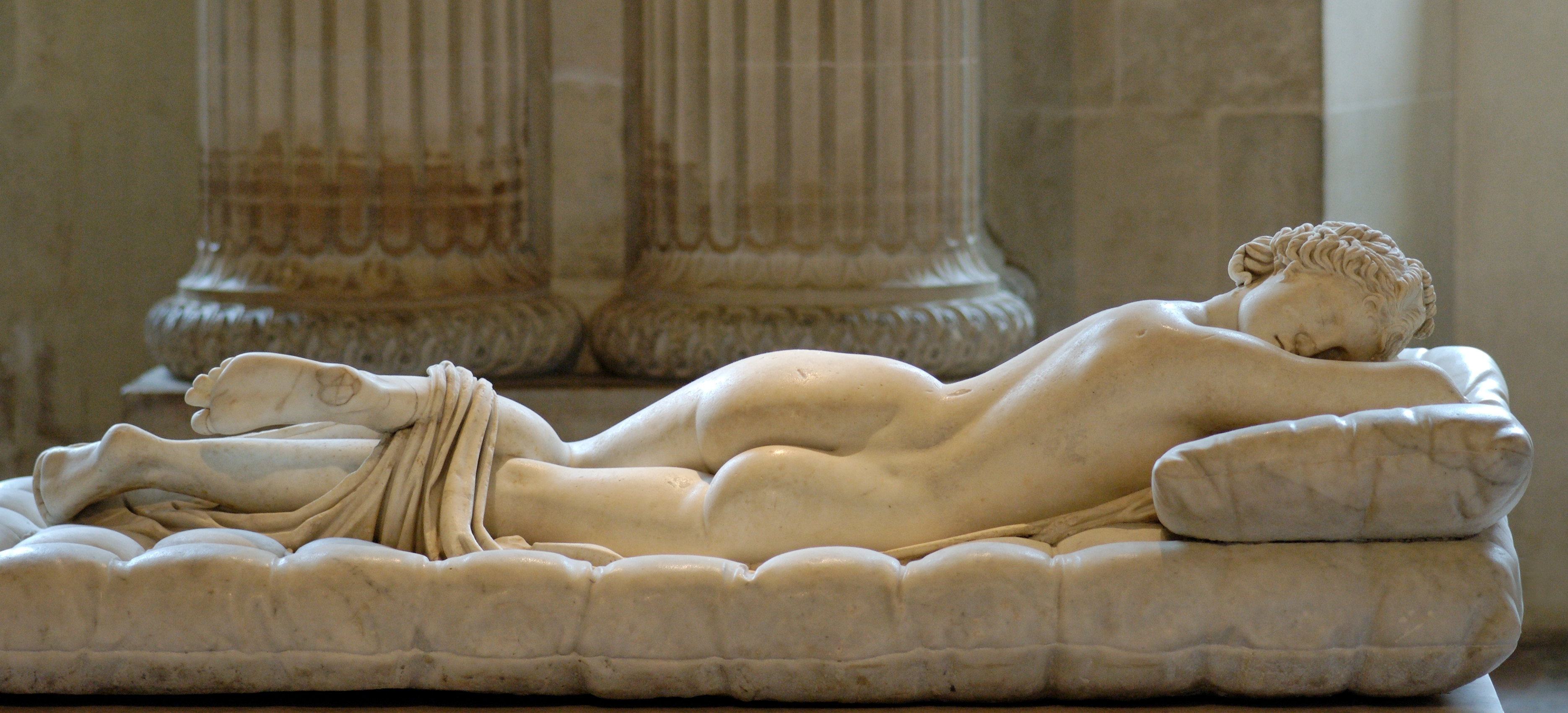
Hermafrodito Borghese, copia romana de un bronce original de Policles (ca. 150 a. C.), completada por Bernini en 1620.

### Escuela de Pérgamo
Pérgamo se distingue no solo por su arquitectura: es también la sede de una brillante escuela de escultura (la escuela de Pérgamo o "barroco pergamiano"). Los escultores, volviendo a los siglos anteriores, reviven momentos dolorosos que encuentran expresivos para sus composiciones en tres dimensiones, y a menudo en V y de un hiperrealismo anatómico. Átalo I (269 - 197 a. C.), para conmemorar su victoria de Caicos (237 a. C.) contra los "galos" o "gálatas" (Γαλάται, celtas procedentes de Tracia que se habían asentado en Galatia -centro del Asia Menor-) hizo esculpir dos series de grupos votivos: el primero, dedicado a Atenea en la Acrópolis de Pérgamo, incluía partes de las que son copia las piezas denominadas Galo moribundo y Galo suicidándose con su esposa (Gálata Ludovisi). El segundo grupo se ofreció en Atenas y se compone de pequeñas estatuas en bronce de griegos, amazonas, dioses y gigantes, persas y galos. La Artemisa Rospigliosi del Museo del Louvre es probablemente una copia de una de ellas, mientras que las copias o nuevas versiones del Galo herido son muy numerosas en la época romana. La expresión de los sentimientos, la fuerza de los detalles (como los cabellos y las barbas muy tupidas) y la violencia de los movimientos son las características del estilo pergamiano. 
Estas características se llevarán al máximo en el friso del Altar de Pérgamo, decorado por orden de Eumenes II (197- 159 a. C.) de una gigantomaquia que se extiende más de 110 metros de largo, para ilustrar en piedra un poema compuesto especialmente para la corte. Los Dioses olímpicos triunfan sobre los Gigantes, la mayoría de los cuales se han convertido en animales salvajes: serpientes, aves rapaces, leones o toros. Su madre Gaia, viene en su ayuda, pero nada puede hacer y debe verlos retorcerse de dolor bajo los golpes de los dioses.
También se identifica con las características de la escuela de Pérgamo el grupo del despellejamiento de Marsias (sólo se han conservado copias parciales de época romana de la figura principal y el Arrotino) o el de los Luchadores (conservado en una copia romana).

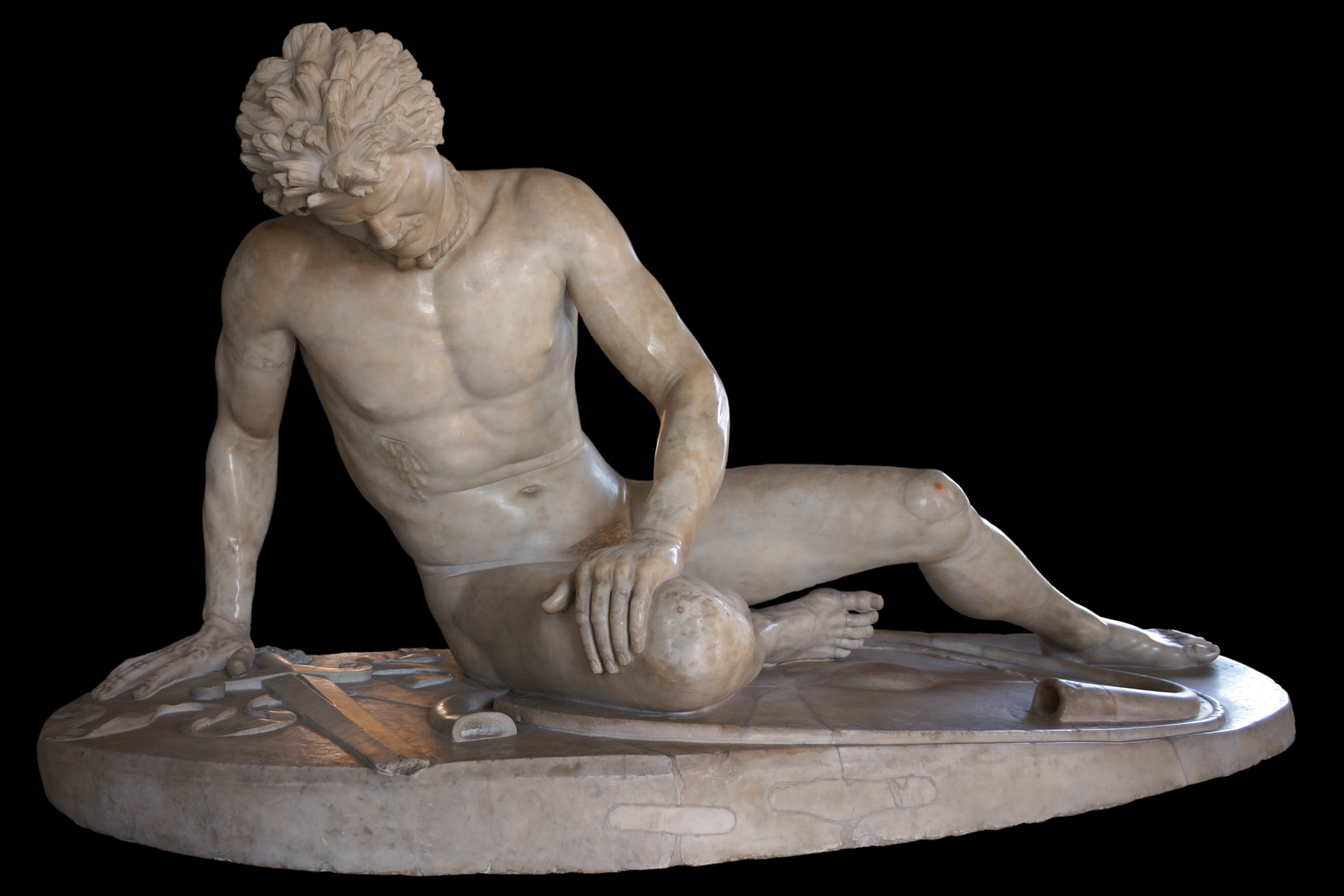
Galo moribundo, quizá de Epígono, ca. 230-220 a. C. Museos Capitolinos.
Galo suicida (o Ludovisi), del mismo origen. Palazzo Altemps.
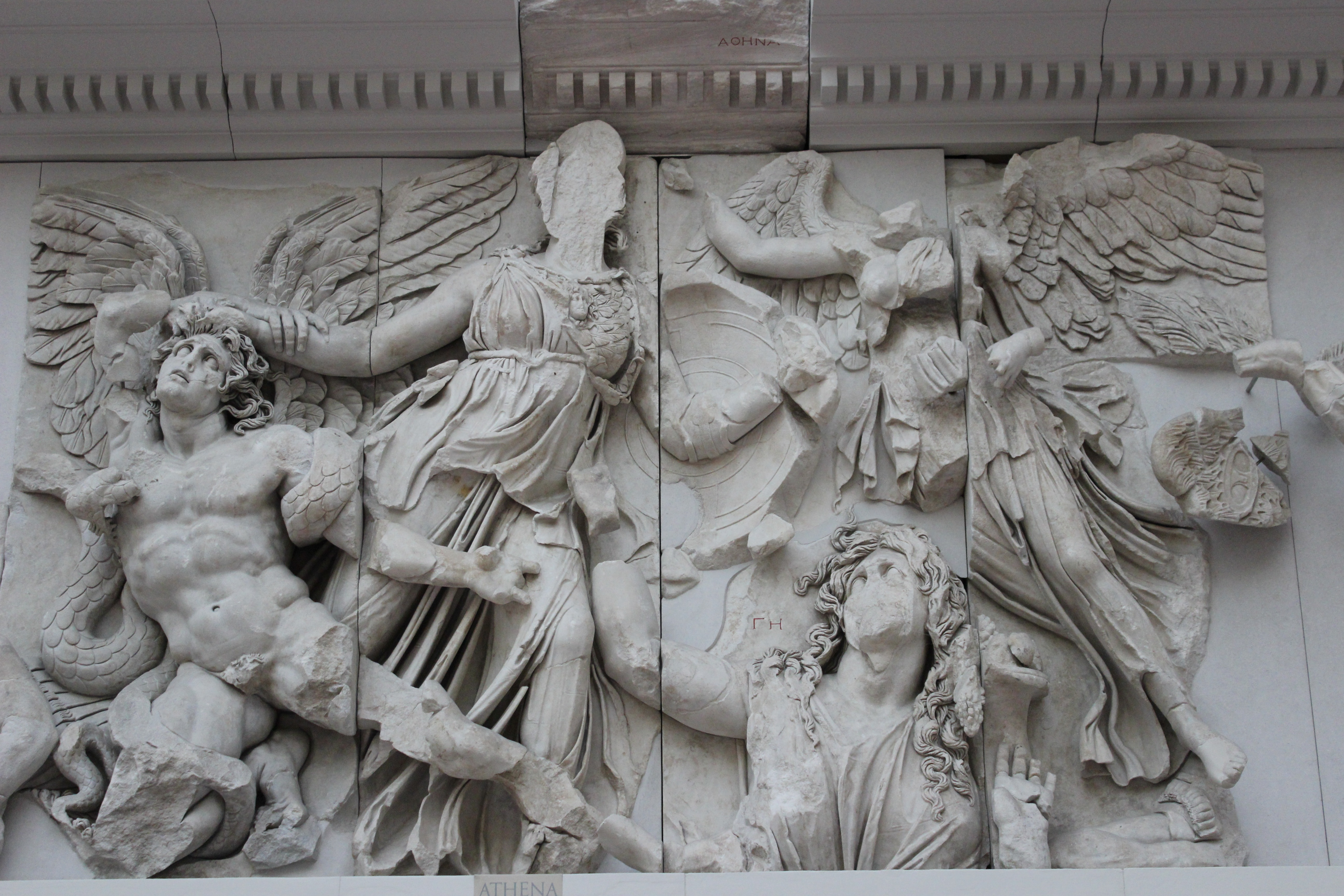
Atenea contra Alción, detalle del friso de la Gigantomaquia del Altar de Pérgamo, primera mitad del siglo II a. C.
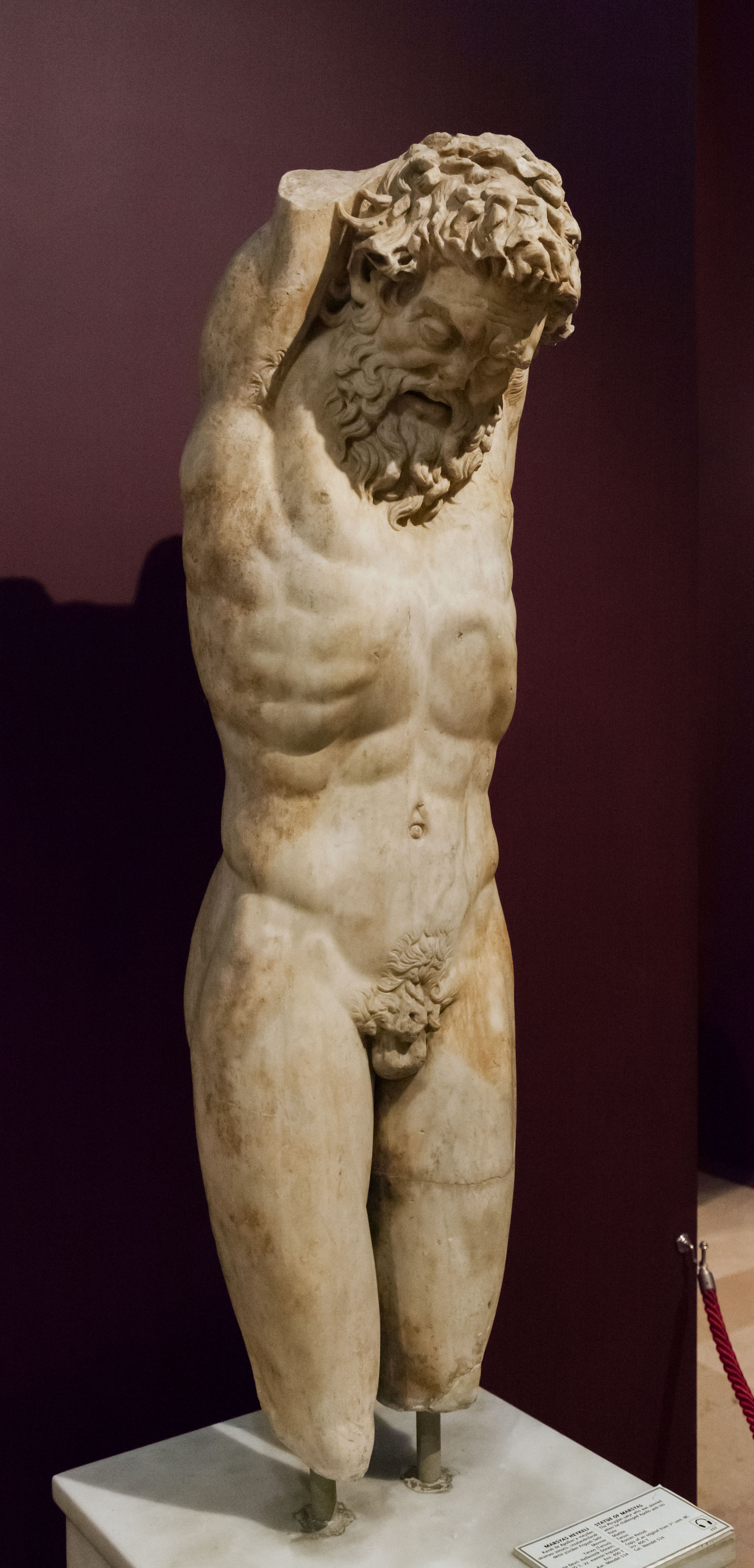
Despellejamiento de Marsias, figura principal, copia en el Museo Arqueológico de Estambul.
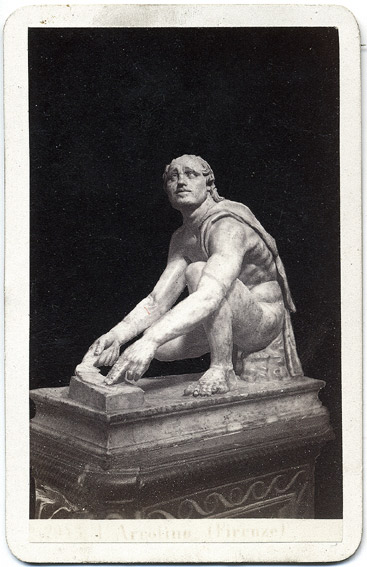
Ídem, figura secundaria, llamada Arrotino, cipia en los Uffizi.
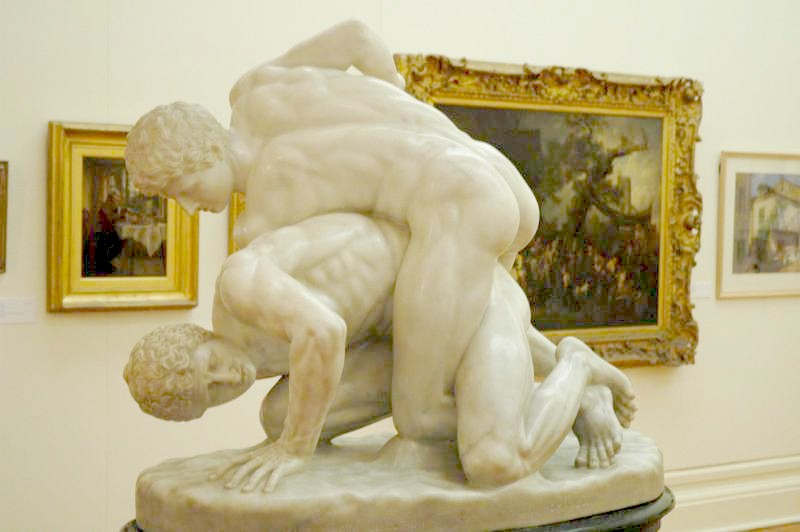
Luchadores, copia en los Uffizi.

### Escuelas de Atenas, de Rodas, de Alejandría y de Antioquía
Otras escuelas helenísticas fueron la escuela de Atenas (Demóstenes -Polieucto-, Afrodita de Milos -Alejandro de Antioquía-, Afrodita acurrucada -Doidalsas de Bitinia-, Vaso o Crátera Borghese, `Torso del Belvedere -Apolonio de Atenas-, Púgil en reposo -anteriormente atribuido a Apolonio-) dentro de la cual se incluye el "estilo neoático", entre el siglo II y el siglo I a. C.; la escuela de Rodas (Victoria de Samotracia -Pitócrito-, Toro Farnesio -Apolonio y Taurisco de Tralles-, Laocoonte y sus hijos -Agesandro, Atenodoro y Polidoro de Rodas, los mismos a quienes se atribuyen las estatuas de Sperlonga-); y la escuela de Alejandría (Atlas Farnese, Nilo Vaticano). Menor importancia parece haber tenido la escuela de Antioquía (no debe confundirse con la escuela teológica del mismo nombre), que no se identifica con el citado Alejandro de Antioquía, sino con Eutíquides de Sición, un discípulo de Lisipo a quien se encargó esculpir la representación de la Fortuna o Tyche de Antioquía.

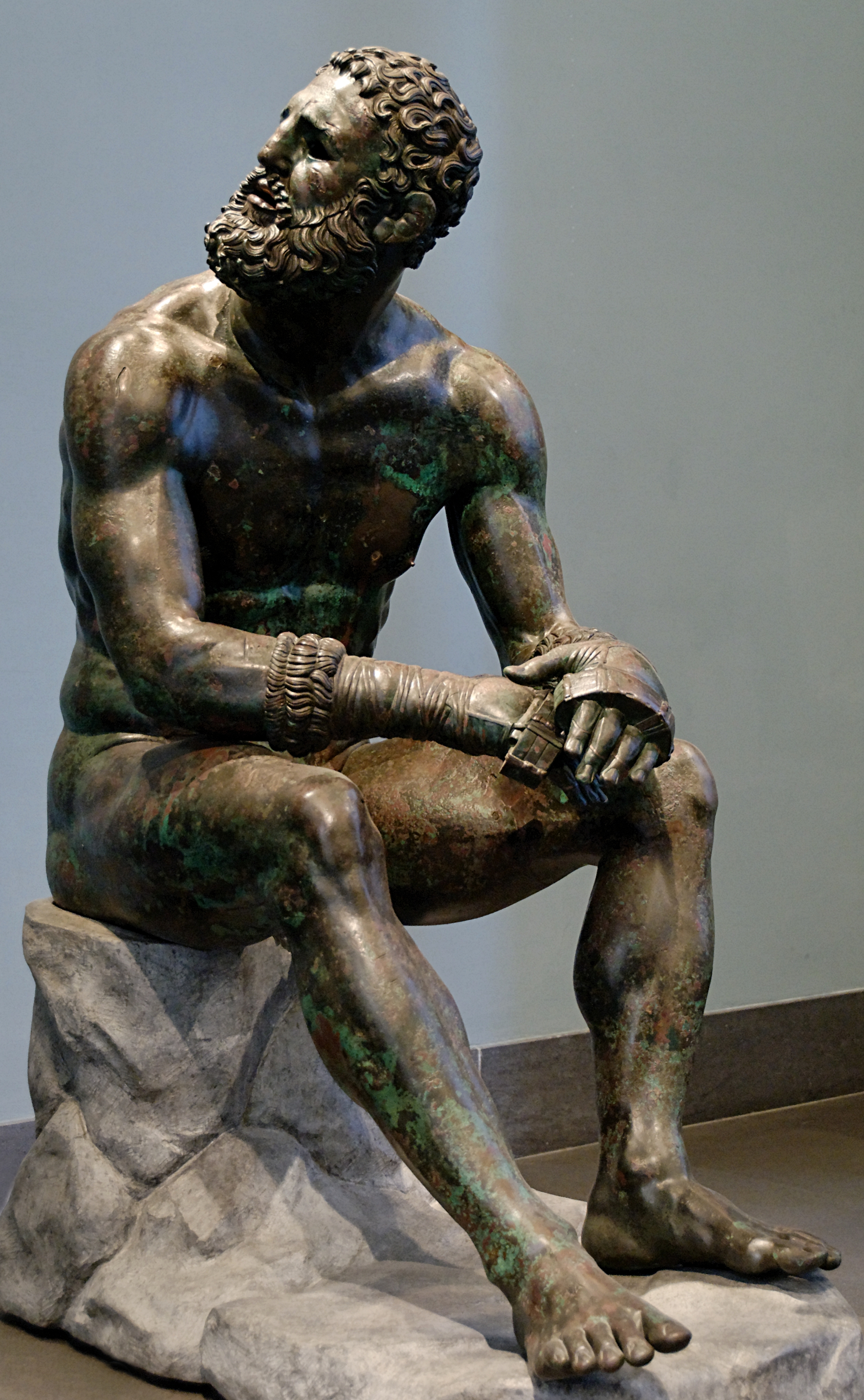
Púgil en reposo, datación discutida (del 330 a 50 a. C.) Palazzo Massimo alle Terme.
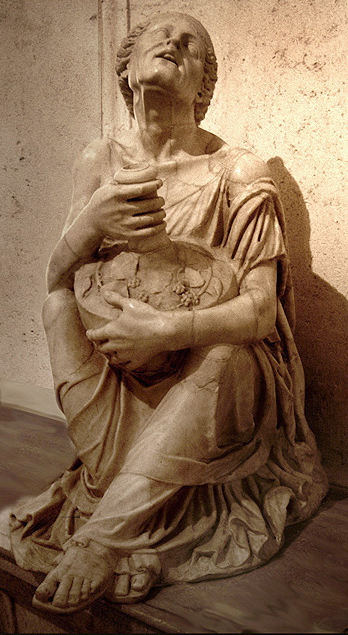
Vieja ebria,[2] ca. 300-280 a. C. Gliptoteca de Múnich.
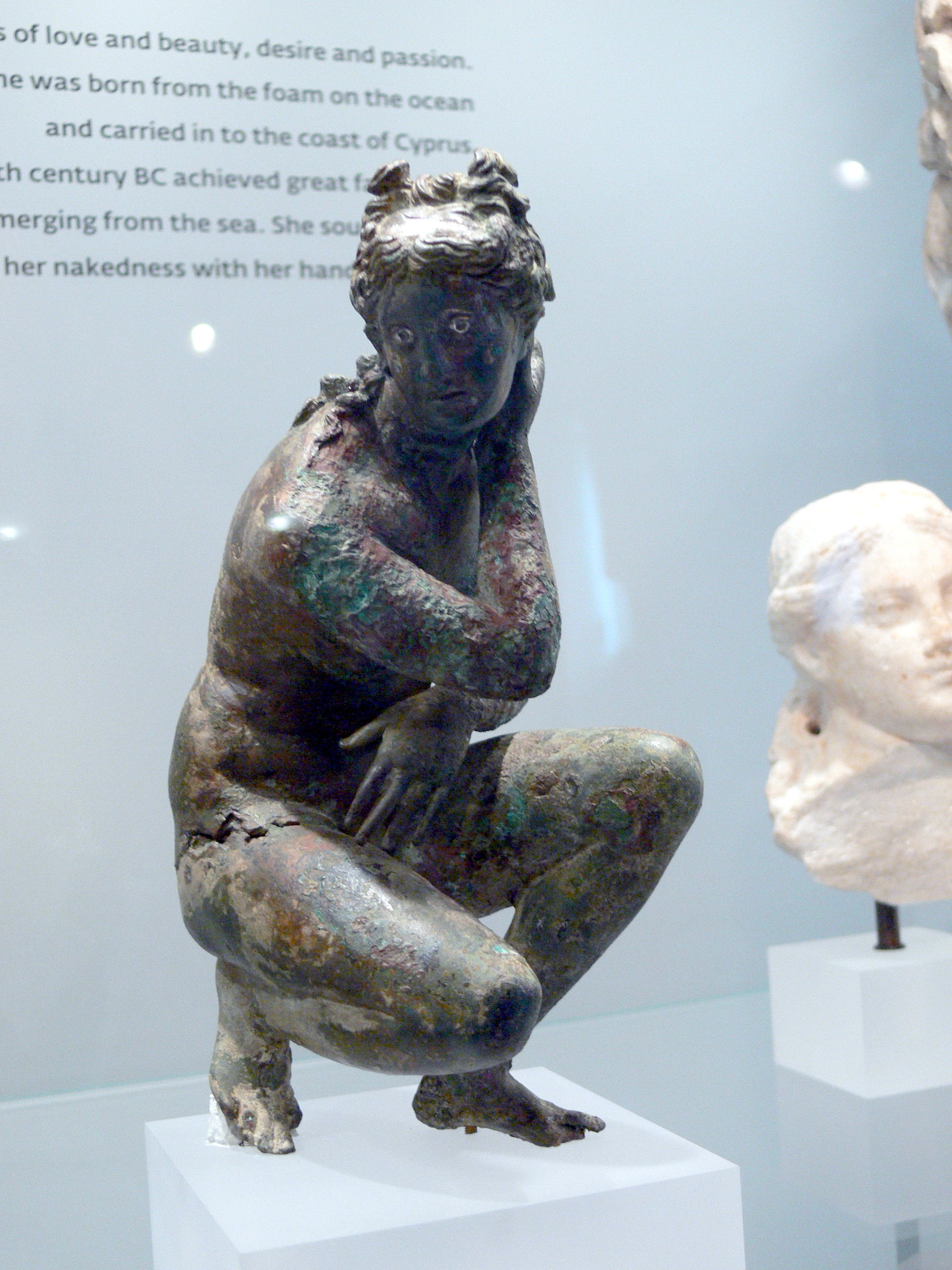
Afrodita acurrucada (lavándose o agachada), de Doidalsas de Bitinia, ca. 280 a. C. Hay numerosas copias de época romana, la mayor parte en mármol. Esta es un bronce de la Gliptoteca de Copenhague.
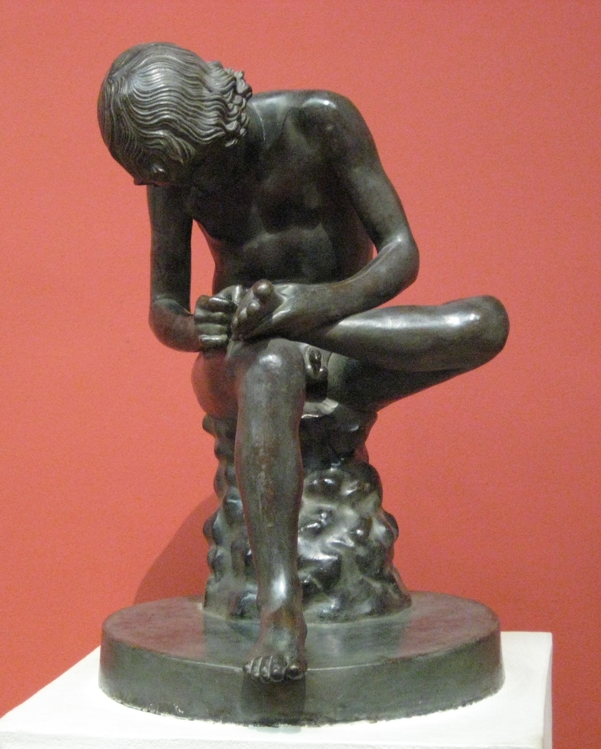
Espinario, probablemente reconstruido en el siglo I a. C. a partir de un original del siglo III a. C. Museos Capitolinos.
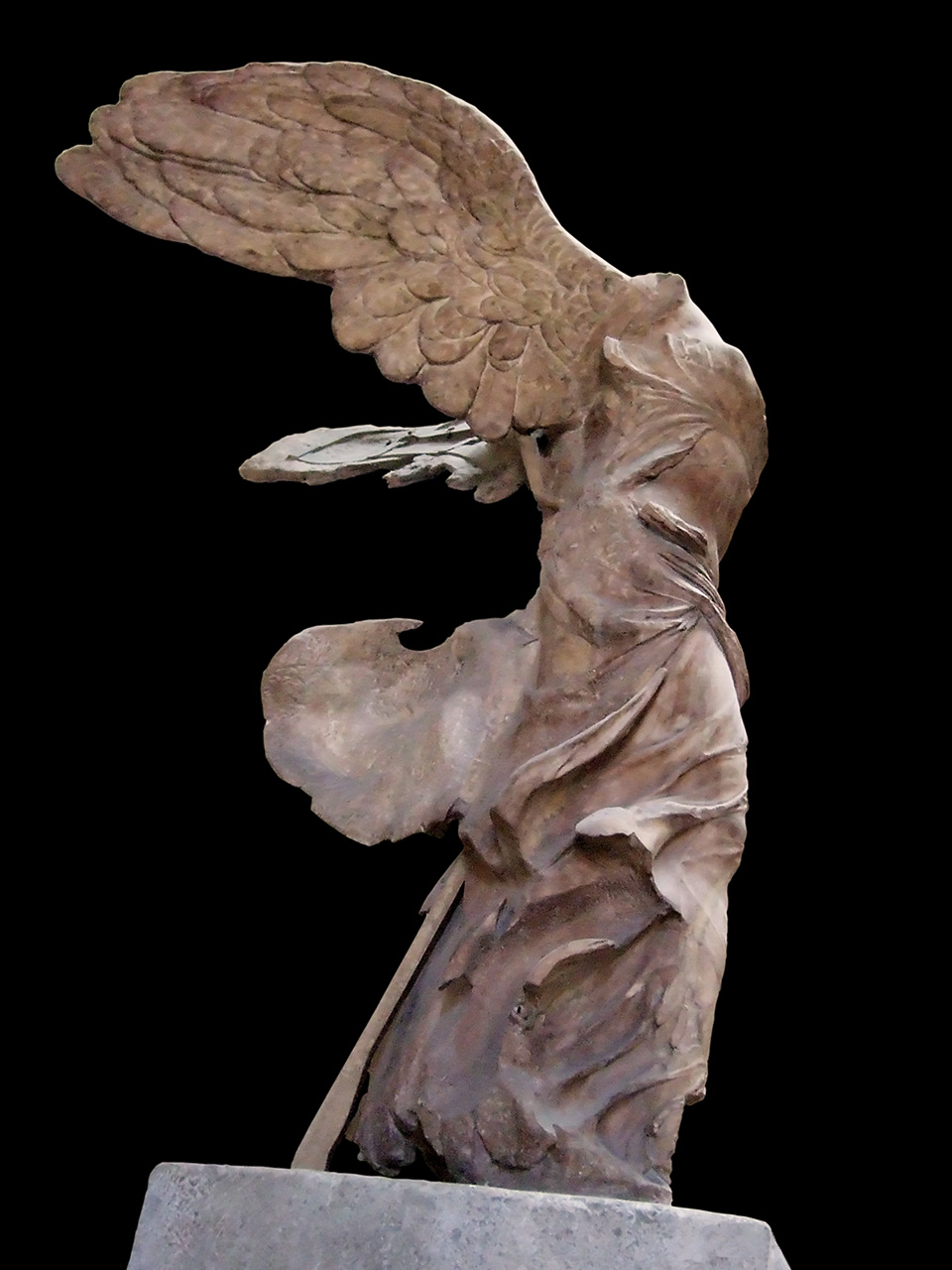
Victoria de Samotracia, ca. 200–190 a. C. Museo del Louvre.
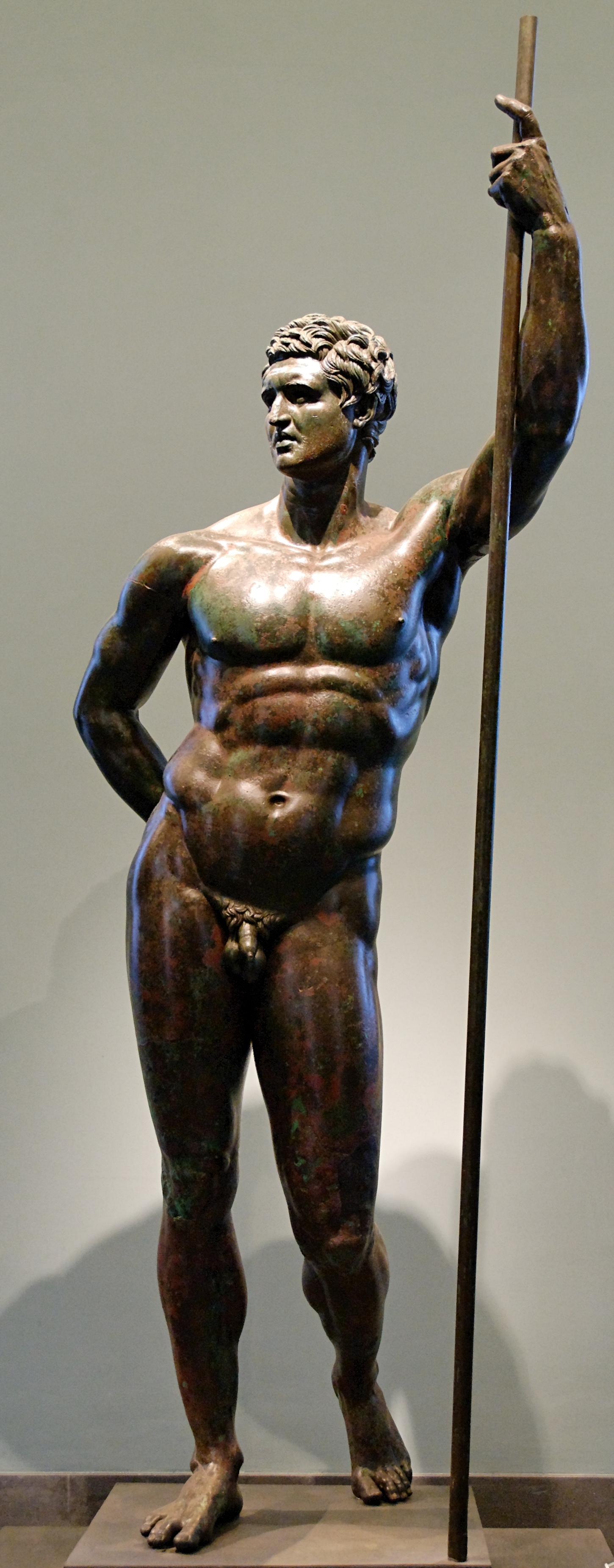
Thermenherrscher,[13] retrato de un gobernante helenístico ca. 180-160 a. C. Palazzo Massimo alle Terme.
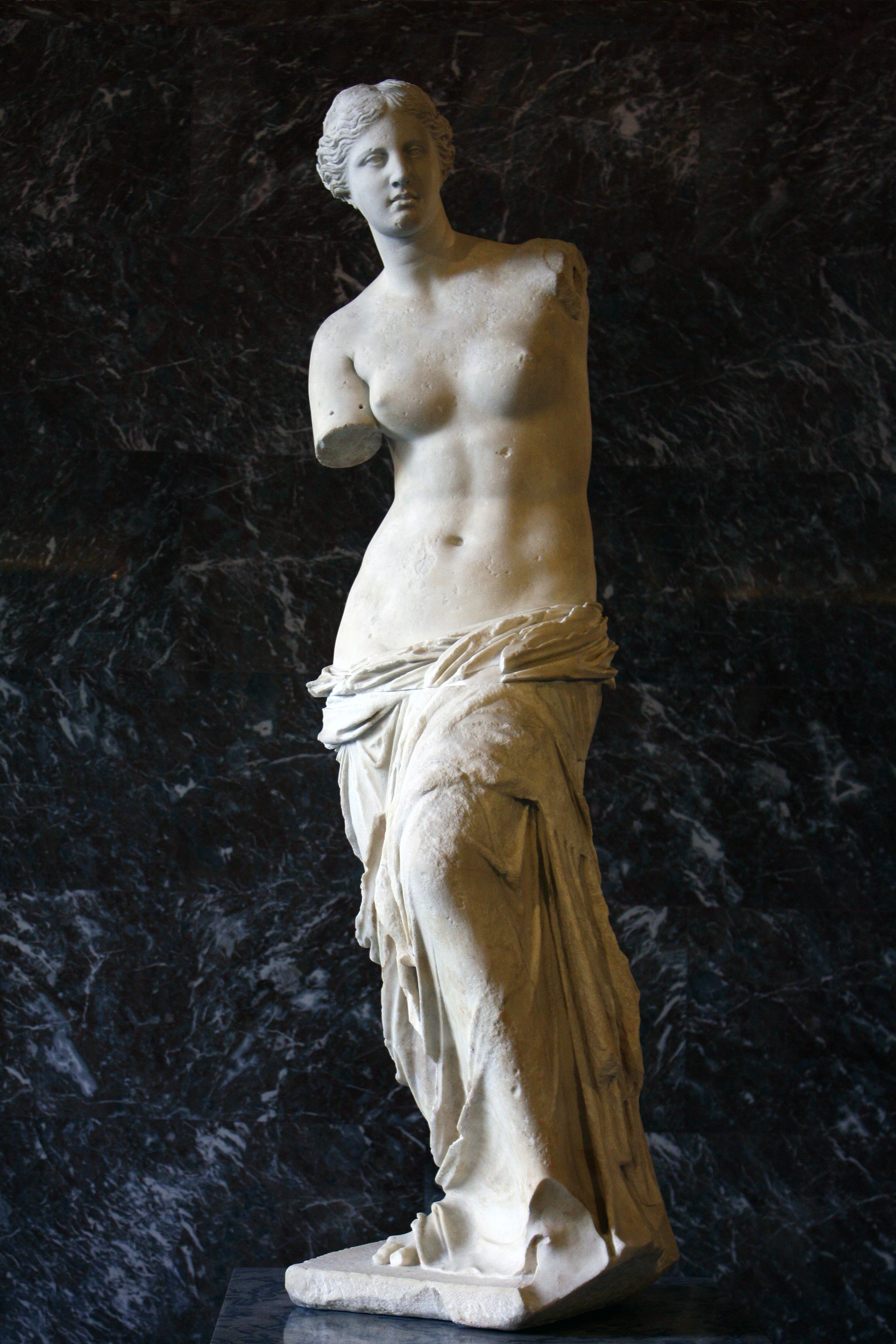
Venus de Milo, ca. 130-100 a. C. Museo del Louvre.
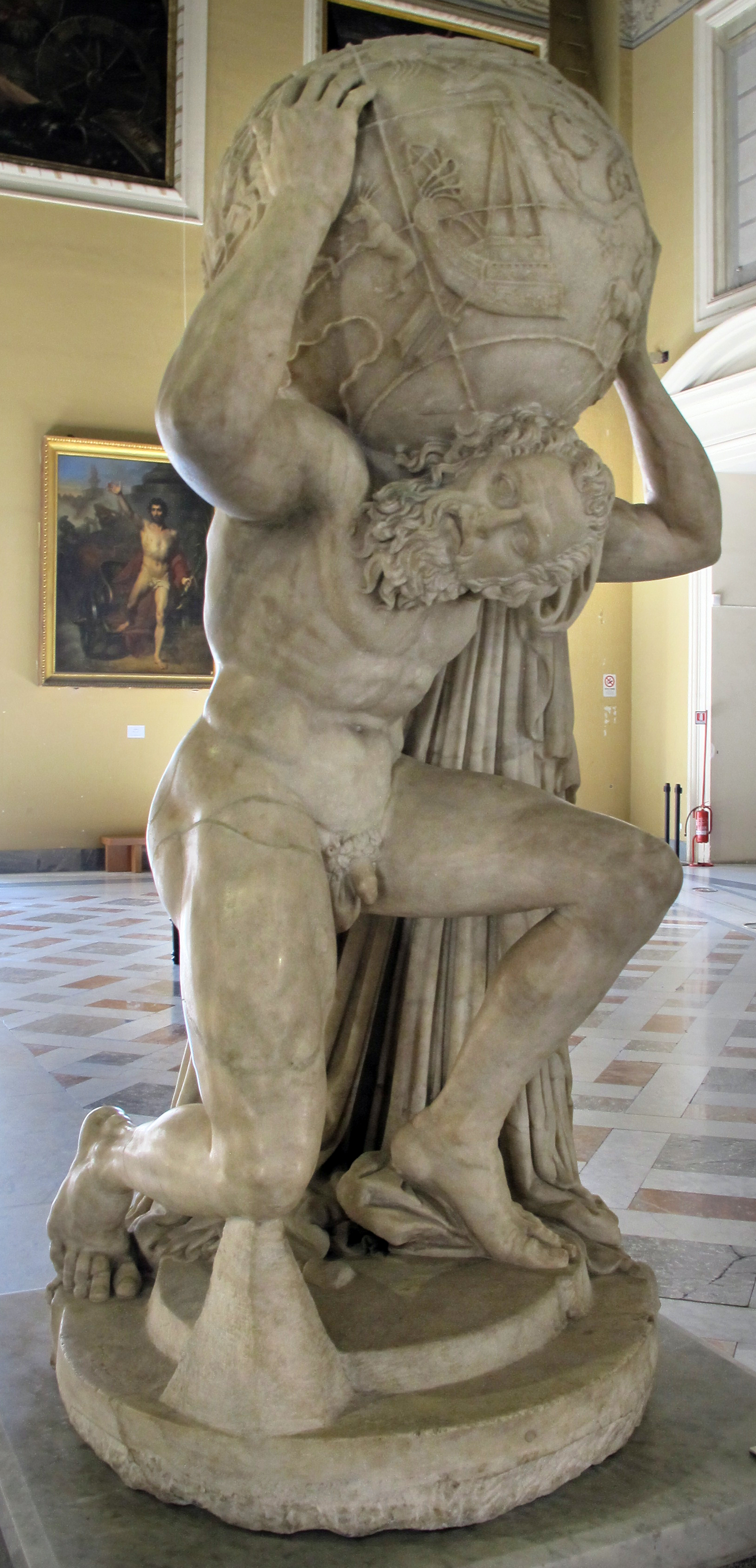
Atlas Farnese, copia romana de un original griego ca. 129 a. C. Museo Arqueológico Nacional de Nápoles.
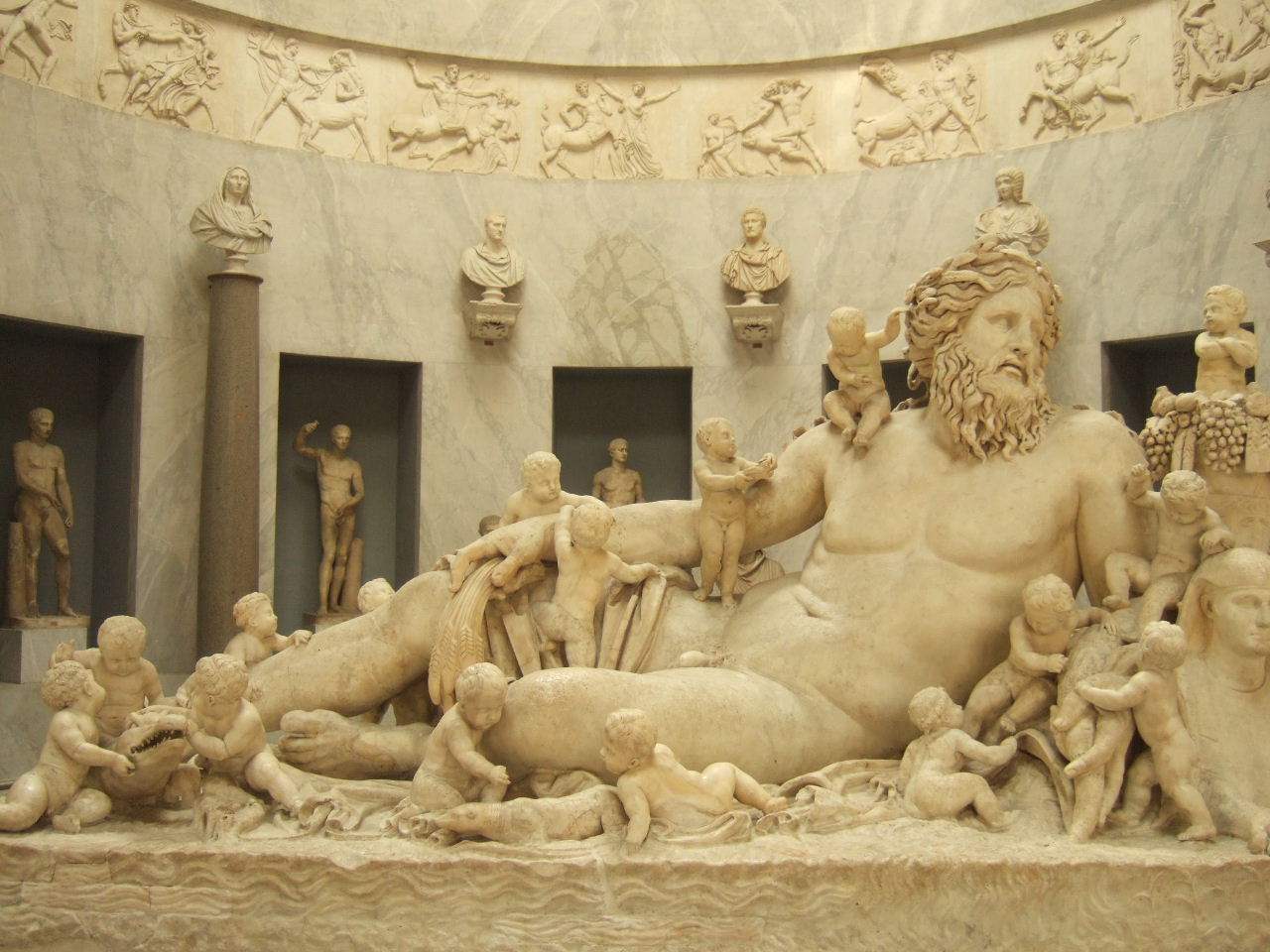
Nilo Vaticano, copia romana de un original de la escuela de Alejandría.
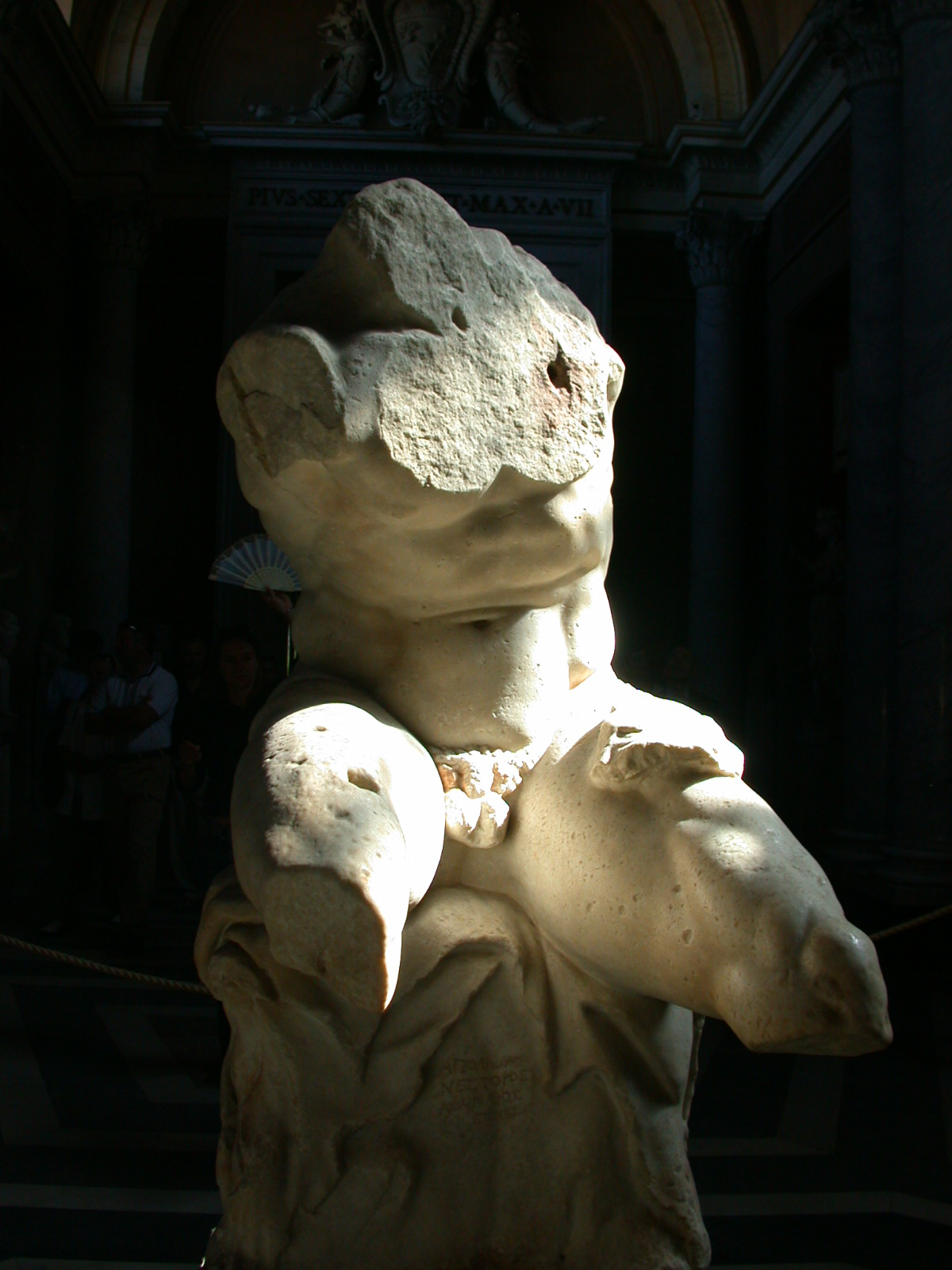
Torso Belvedere, siglo I a. C. Museo Pio-Clementino.
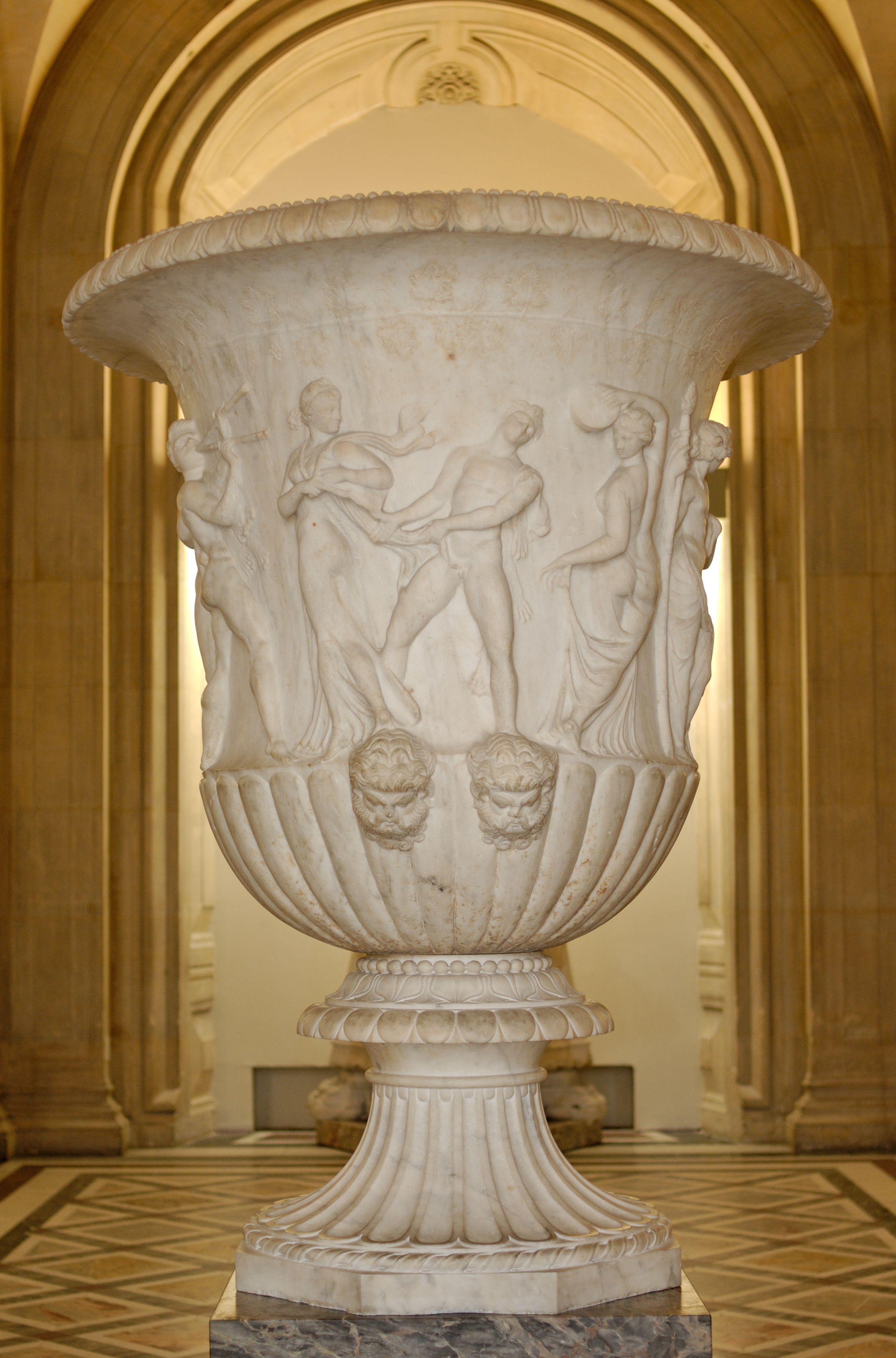
Crátera Borghese, segunda mitad del siglo I a. C. Museo del Louvre.
Viejo pescador. Copia romana de un original helenístico. Identificado erróneamente en el Renacimiento como un Seneca morente, fue tomado como modelo para un cuadro de Rubens.

## Pintura y mosaicos

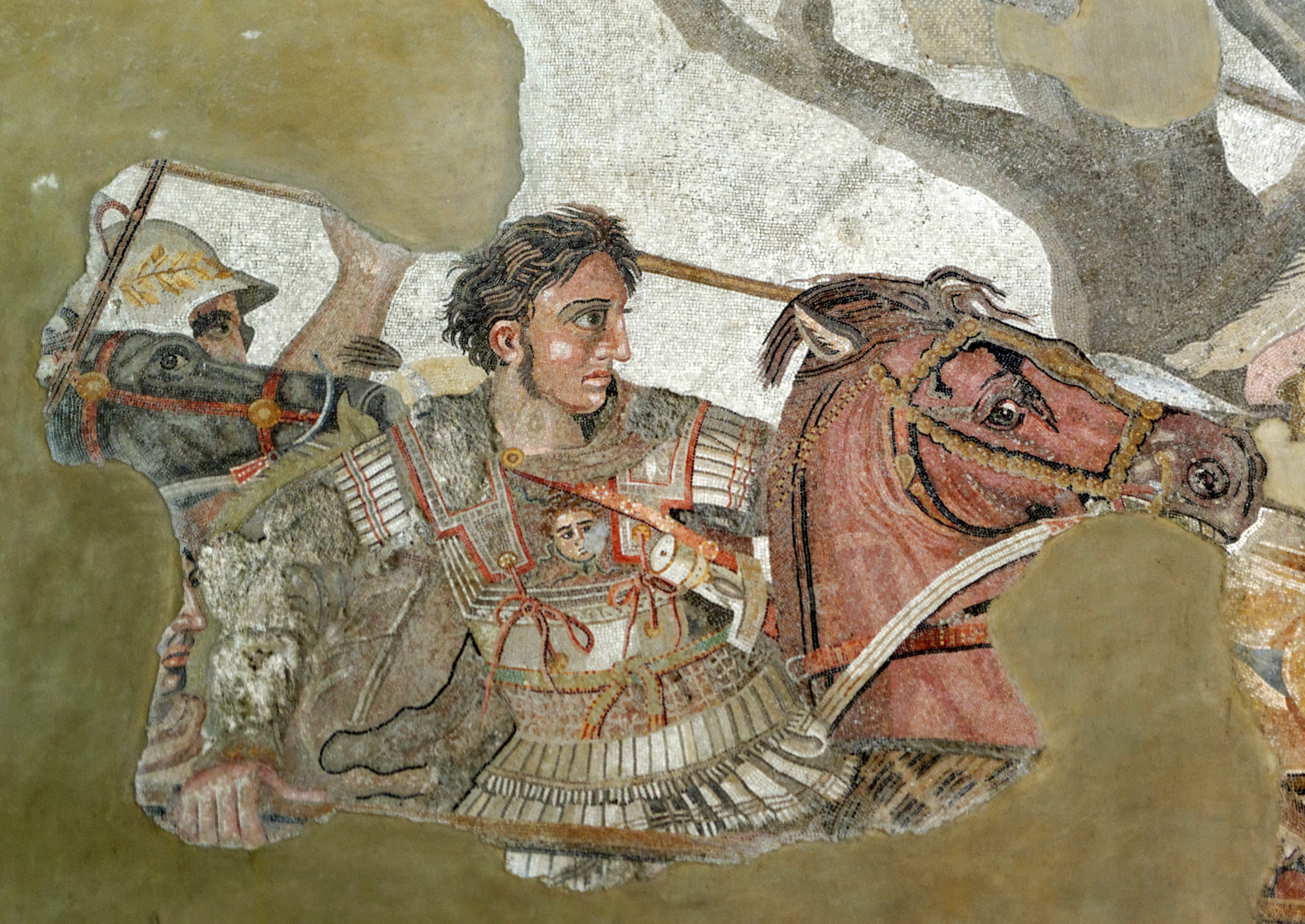
Detalle del rostro de Alejandro Magno en el Mosaico de Issos de la Casa del Fauno en Pompeya.

Son pocos los ejemplos de pintura mural griega que han perdurado a través de los siglos. Durante mucho tiempo sólo podía verse la herencia helenística en los frescos romanos, por ejemplo, en los de Pompeya o Herculano. Algunos mosaicos, copias de frescos, dan una buena idea de la gran pintura de la época helenística. Así, el famoso mosaico de Alejandro de la Casa del Fauno en Pompeya, que muestra el enfrentamiento del joven conquistador con el Gran Rey Darío III en la Batalla de Issos, es una copia de una obra descrita por Plinio el Viejo (XXXV, 110) como pintada por Filoxeno de Eretria para Casandro de Macedonia al final del siglo IV a. C. Se pueden apreciar la elección de colores, la composición del conjunto en movimiento y la expresividad de los rostros. 
Los recientes descubrimientos arqueológicos realizados en particular en el cementerio de Pagasas (actual Volos), en las orillas del Golfo Pagasético o en Vergina (1987), en el antiguo reino de Macedonia, han sacado a la luz obras originales. En la tumba llamada de Filipo II se ha encontrado un gran friso que representa al rey cazando un león. Destaca por su composición, la puesta en escena de los personajes en el espacio y por la representación realista de la naturaleza. 
El período helenístico es el período del desarrollo en la elaboración del mosaico, especialmente con las realizaciones de Sosus o Sosos de Pérgamo que vivió en el segundo siglo antes de Cristo y único artista del mosaico citado por Plinio (XXXVI, 184). Su gusto por el trampantojo se encuentra en algunos trabajos que se le atribuyen como el Suelo no barrido de los Museos Vaticano, que representa los restos de una comida (espinas de pescado, huesos, cáscaras vacías, etc.) y el Barreño de las palomas de los Museos Capitolinos (quizá una reproducción descubierta en la Villa Adriana, aunque algunos expertos, como Michael Donderer, creen que es el original), que representa a cuatro palomas posadas en el borde de una cubeta llena de agua, una de ellas abreva mientras que las otras parecen descansar, lo que crea efectos de reflejos y sombras en el agua muy bien estudiados por el artista.
En la Villa de Cicerón de Pompeya se encontraron dos mosaicos firmados por Dioscórides de Samos, de finales del siglo II a. C.

## Cerámica

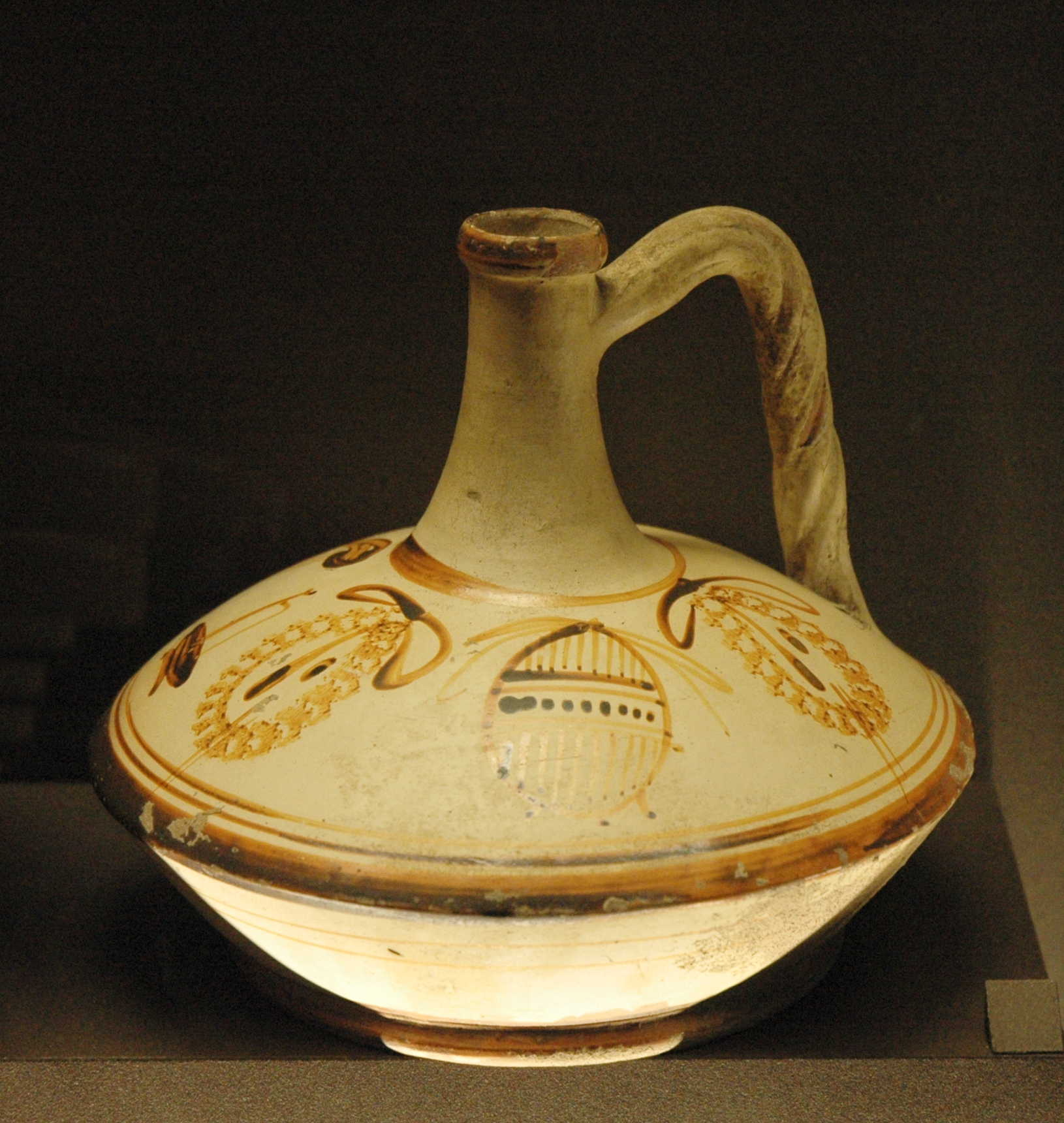
Lágino decorado con instrumentos musicales: (150- 100 a. C.) Museo del Louvre.

La misma interpretación clasicista que minusvalora las demás manifestaciones del arte helenística considera que la época helenística es la del declive de las vasijas pintadas de la cerámica griega. Las formas más difundidas son de color negro y lisos, con una apariencia brillante que se aproxima al barniz, decorados con motivos sencillos y festones. Es también en esta época cuando aparecen las vasijas en relieve, probablemente a imitación de las hechas de metales preciosos. Hay relieves complejos, basados en animales o monstruos mitológicos.
Paralelamente subsiste una tradición de pintura figurativa policromada. Los artistas buscan una mayor variedad de matices que en el pasado. Sin embargo, estos nuevos colores son más delicados y no soportan el fuego, por lo tanto, a diferencia de lo habitual, se pintaban después de la cocción. La fragilidad de los pigmentos prohíbe el uso frecuente de estos vasos, que están reservados para uso funerario. Copias de los vasos más representativos de este estilo proceden de Centuripe, Sicilia, un taller donde se trabajó en el siglo III a. C. Estos vasos se caracterizan por tener un fondo pintado de rosa. Los personajes, a menudo mujeres, se representan vestidos con ropas de colores: azul-violeta, amarillo claro, blanco. El estilo recuerda el de Pompeya y se sitúa mucho más al lado de la gran pintura contemporánea que de la herencia de la cerámica de figuras rojas.

## Artes menores

### Arte del metal

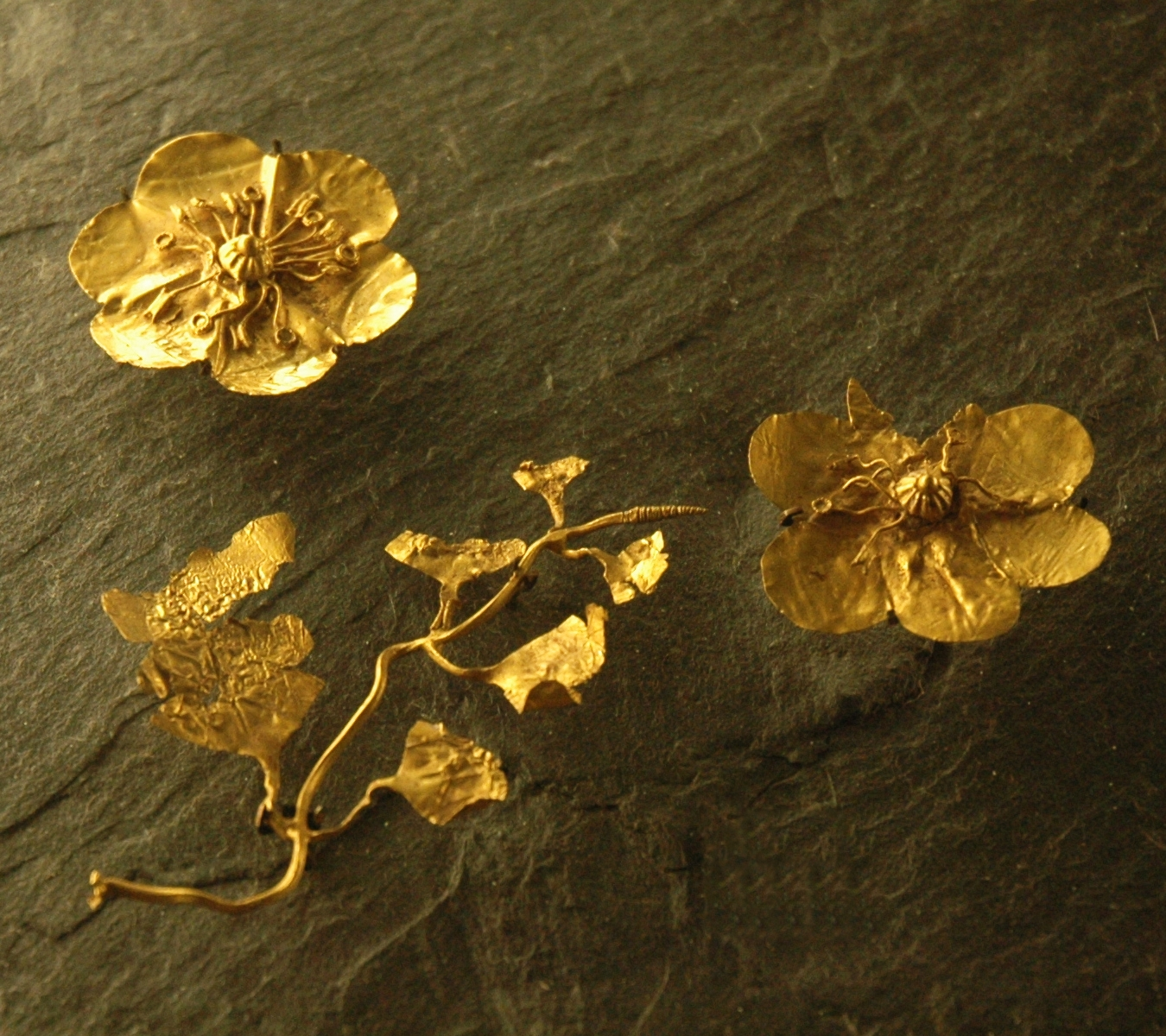
Elementos de una corona funeraria del Museo del Louvre.

Los avances en el colado del bronce permitieron a los Griegos realizar grandes obras, como el famoso Coloso de Rodas, de hasta 32 metros, que se quebró en un terremoto. Como él, muchos grandes bronces se han perdido, la mayoría fundidos para recuperar el material. Sólo quedan, pues, objetos pequeños. Afortunadamente, en el período helenístico, la materia prima era abundante tras las conquistas occidentales.
El trabajo de los jarrones en metal adquirió nuevas dimensiones: los artistas compiten entre ellos en virtuosismo. En Panaguiúrishte (actual Bulgaria), se han encontrado jarrones de oro hábilmente esculpidos: en un ánfora, forman la empuñadura dos centauros encabritados. En Derveni, no lejos de Tesalónica, en una tumba se ha encontrado una gran crátera con volutas de bronce que data aproximadamente del -320 a. C. y con un peso de alrededor de 40 kilos (Crátera de Derveni). Está decorada con un friso de figuras en relieve de 32 centímetros, que representa a Dionisos rodeado de Ariadna y su thiese ( practicantes de cultos secretos ). El cuello está decorado con adornos mientras que cuatro sátiros están sentados con negligencia sobre el borde del vientre del jarrón. La evolución es similar en el arte de la joyería. Los joyeros de la época tratan de forma excelente los detalles y las filigranas: por ejemplo, las coronas funerarias imitan hojas de árboles o espigas de trigo muy realistas. En esta época también se extendieron las incrustaciones en piedras preciosas.
También están de moda las figurillas. Representan divinidades y también temas de la vida cotidiana. Así surge el tema del "négrillon", sobre todo en el Egipto Lágida. Estas estatuillas de adolescentes negros tuvieron mucho éxito hasta la época romana. A veces se limitan a repetir una figura de la «gran escultura». Existen muchas réplicas en miniatura de la Tique ("buena suerte") de Antioquía, cuyo original data de principios del siglo III.

### Figurillas de barro cocido

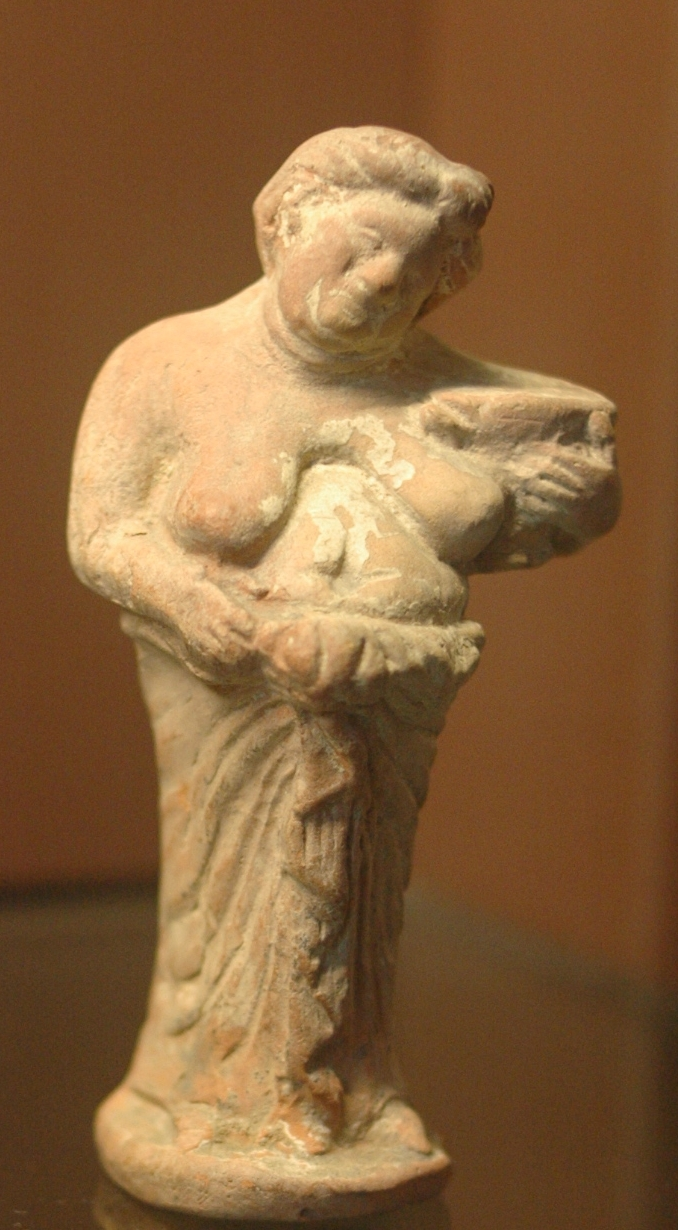
Mujer obesa con una jarra de vino, Kerch, segunda mitad del, Museo del Louvre.

Anteriormente limitadas a un uso religioso, las figurillas de arcilla se utilizaron con mayor frecuencia en el período helenístico para uso funerario y también decorativo. El perfeccionamiento de la técnica de fundición permitió obtener estatuas reales en miniatura, alcanzando un alto grado de detalle.
En Tanagra, Boeotia, las figurillas, pintadas en colores vivos, representan, muy a menudo, a elegantes mujeres en escenas llenas de encanto. En Esmirna, Asia Menor, coexisten dos grandes estilos. Uno consiste en la reproducción de las grandes obras maestras de la escultura, como los Hércules de arcilla dorada. En una forma totalmente diferente, también encontramos los grotescos, que contrastan violentamente con los cánones de belleza griega. El artista representa los cuerpos deformados - jorobados, epilépticos, hidrocefálicos, las mujeres obesas, etc. Podemos preguntarnos si no se tratarían de modelos médicos, la ciudad de Esmirna era conocida por su escuela de medicina. Cf También podrían ser simplemente caricaturas con la intención de hacer reír a la gente. Los grotescos estuvieron también muy generalizados en Tarso y en Alejandría.

### Arte del vidrio y glíptica

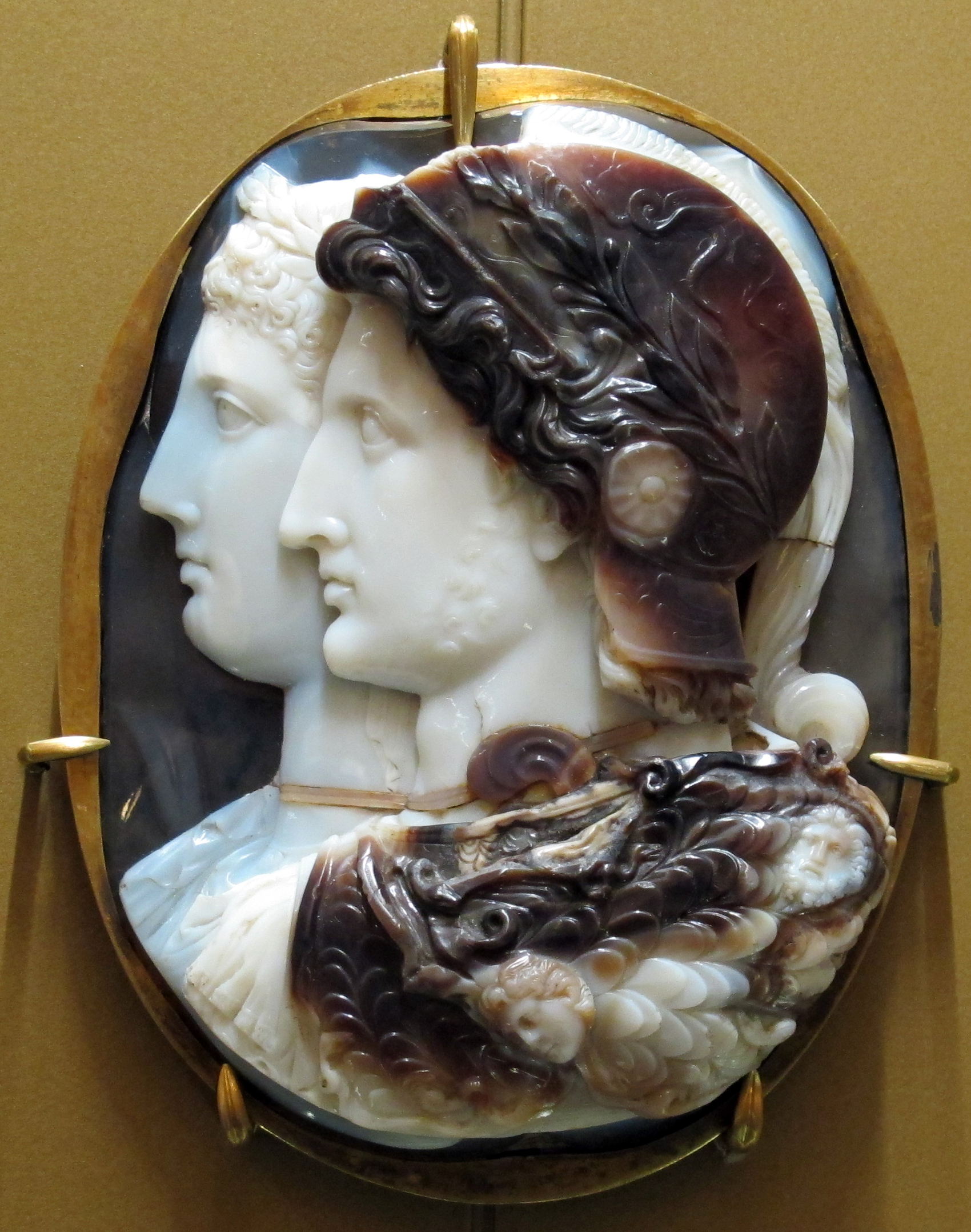
El llamado camafeo Gonzaga, con los retratos de Ptolomeo II y Arsínoe II, Alejandría, siglo III a. C. Museo del Hermitage. Fue tomado como modelo por Rubens.

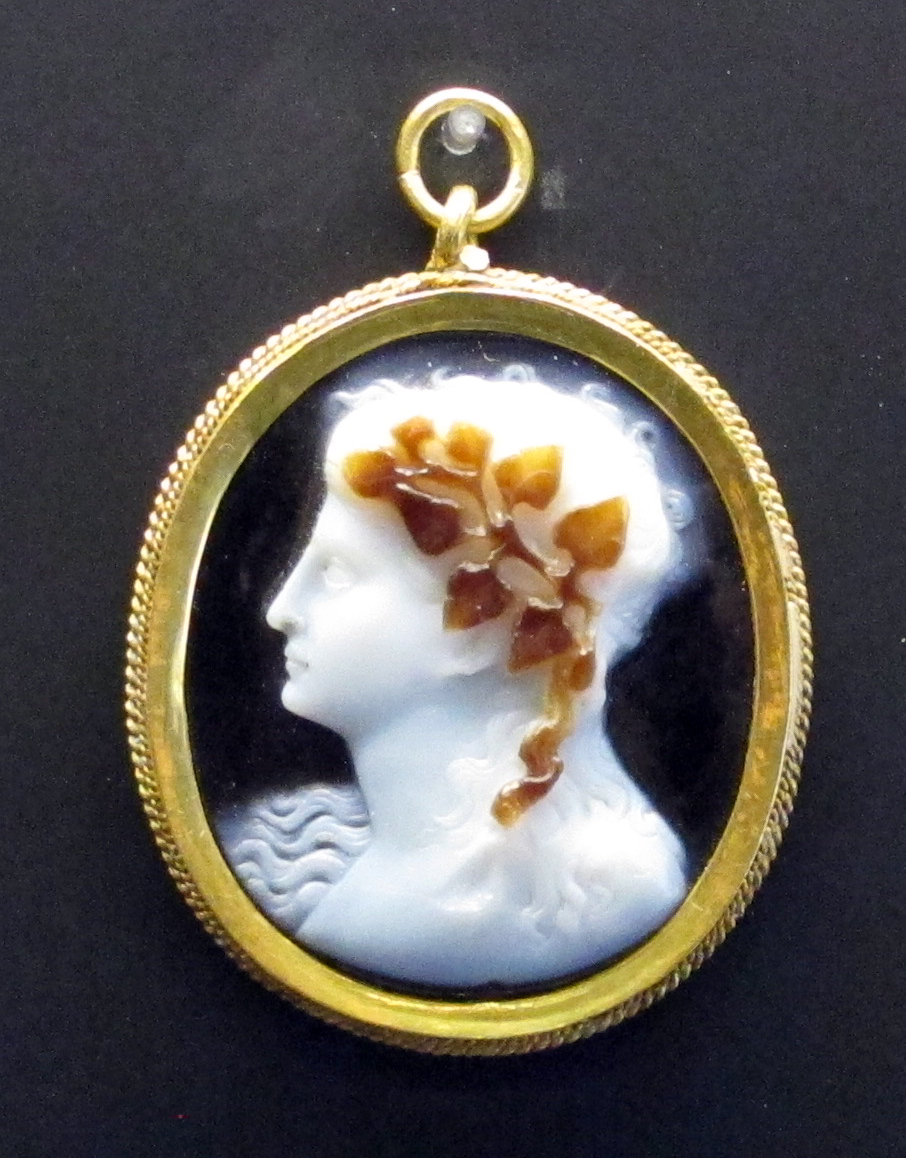
Camafeo con una dama de la corte de Mitrídates VI, ca. 100 a. C.

Es en la época helenística cuando los griegos, que no conocían con anterioridad más que el vidrio moldeado, descubrieron el vidrio soplado, lo que permitió nuevas creaciones. El arte del vidrio se desarrolló sobre todo en Italia. El vidrio moldeado subsistió, sobre todo para la creación de joyas con la técnica del entalle.
El grabado en gemas (glíptica) no progresó, quedando reducido a series de alta producción, sin originalidad. Sin embargo, hizo su aparición el camafeo: se trata de tallar en relieve una piedra, con el fin de resaltar los relieves por los efectos del color de las diferentes capas. A continuación, se montaba sobre un anillo o colgante. El período helenístico produjo algunas obras maestras como el camafeo Gonzaga, conservado en el Museo del Hermitage.

## El arte helenístico romano
Con el tiempo, los principales herederos serían los romanos que entraron en contacto con el arte griego helenístico a partir de sus conquistas en oriente donde contemplaron y admiraron por primera vez los grandiosos edificios civiles y religiosos y el desarrollo de la escultura. Hasta entonces la evolución del arte romano había sido a partir del arte etrusco. Cuando los enviados por Roma llegaron a Siria como enemigos de Antíoco el Grande (que había osado dar refugio a Aníbal, el gran enemigo de Roma) tuvieron ocasión de contemplar aquellas ciudades llenas de obras de arte, con aquellas columnatas formando los famosos pórticos o stoas de grandes magnitudes que nada tenían que ver con la urbanización modesta de sus foros republicanos ni con la aglomeración de viviendas edificadas sin seguir ningún plan.
La última batalla que se dio entre romanos y Antíoco fue en la ciudad de Magnesia, ciudad helenística famosa por su grandiosidad y sus monumentales edificios, y se firmó la paz en Apamea (Siria), ciudad próspera cuyos edificios y trazado urbano eran igualmente grandiosos y que contaba con una calle porticada de 1600 metros de longitud. En aquel mismo año 193 los ediles Emilio y Paulo Lépido consiguieron que se llevase a cabo la construcción del primer pórtico en Roma al estilo helenístico, del que no se conserva ningún resto, pero se sabe que estaba entre el Palatino y el Aventino. En el 146 se construye en mármol el pórtico Metelo para conmemorar la derrota final de Macedonia. Su arquitecto fue un griego. Los pórticos, las basílicas, las casas de los nobles, la escultura, todo el arte romano tenía ya un tinte helenístico lejos de toda influencia etrusca de los primeros tiempos. Roma extendió a su vez este arte por las provincias del oeste: Hispania, Galia, Germania y Britania.